# Atheta umbonalis
Atheta umbonalis är en skalbaggsart som beskrevs av Thomas Casey 1910. Atheta umbonalis ingår i släktet Atheta och familjen kortvingar. Inga underarter finns listade i Catalogue of Life.